# Eleanor Holmes Norton
Eleanor Holmes Norton (Washington, 1937. június 13. –) amerikai demokrata párti politikus, a Washingtont magába foglaló Columbia kerület képviselője a szövetségi képviselőházban.
Norton a fővárosban született. 1960-ban az Antioch College-ban szerzett alapdiplomát, majd a Yale Egyetemen folytatta tanulmányait, ahol 1963-ban M.A. fokozatot, 1964-ben pedig jogi diplomát szerzett.
Az egyetem után Leon Higginbotham szövetségi bíró titkára volt, majd 1965-től 1970-ig az American Civil Liberties Union nevű polgárjogi szervezet helyettes jogtanácsosaként dolgozott.
Ezután egy tanévet a New York University jogi karán tanított, majd 1977-től 1981-ig Carter elnök megbízásából az Egyesült Államok Munkahelyi Esélyegyenlőségi Bizottságát (United States Equal Employment Opportunity Commission) vezette. Ezután egy évig az Urban Institute kutatóintézetben dolgozott, majd 1982-től 1990-ig a Georgetowni Egyetem jogi karán tanított.
1990-ben sikerrel indult a szövetségi képviselőházi választáson a főváros képviseletében, a Demokrata Párt jelöltjeként. Azóta a kétévente rendezett választásokon minden évben újraválasztották, és így folyamatosan képviseli Washingtont. 2019 óta minden kongresszus első napjaiban előterjesztette a Washington, D.C. Admission Act törvényjavaslatot, hogy a főváros az ország 51. állama legyen, szavazatjogot adva az ott élőknek.